# Kódex
A kódex szó jogi szakkifejezésként való  használatáról lásd a Törvénykönyv szócikket.

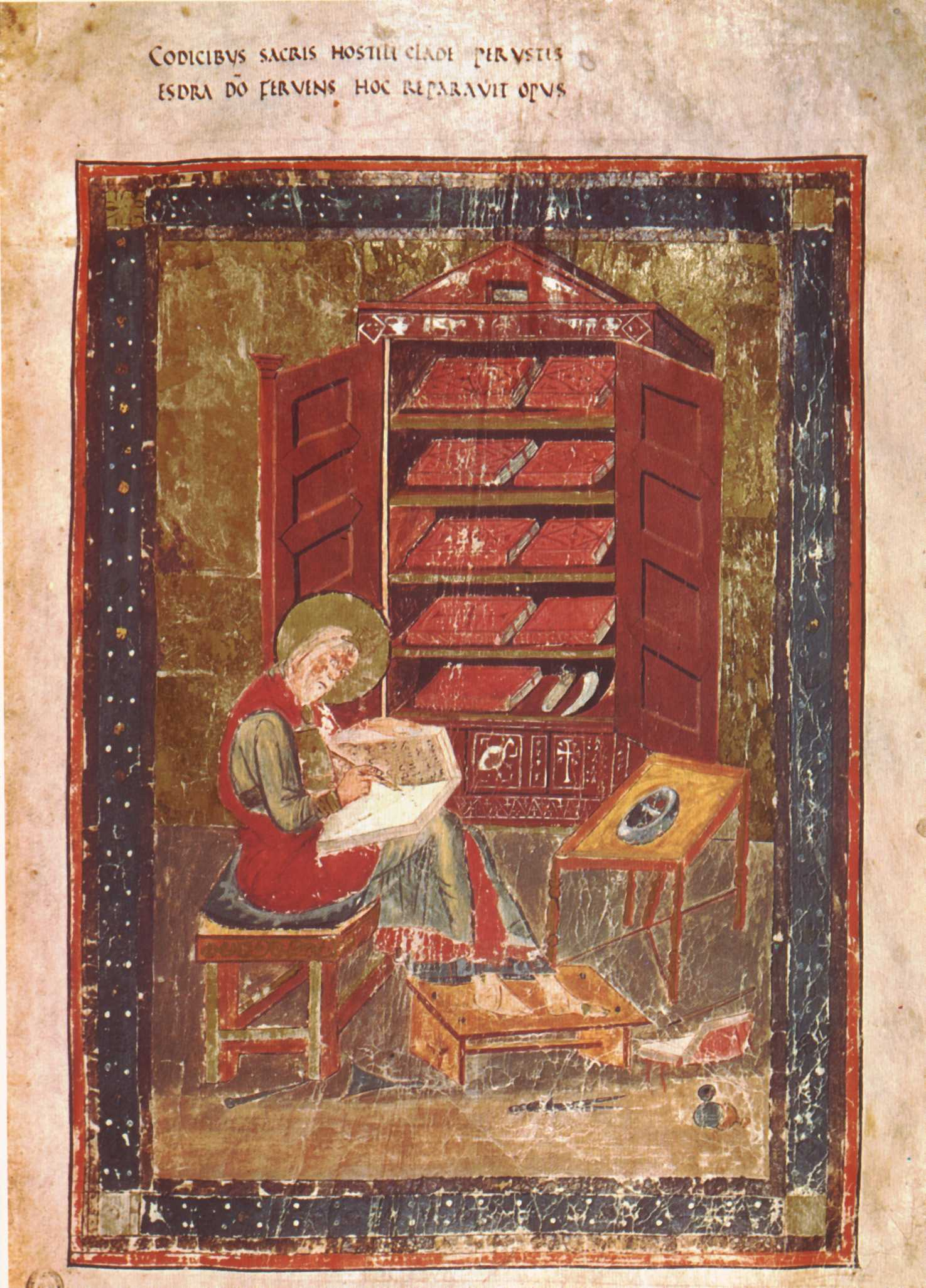
A Codex Amiatinus egy képe

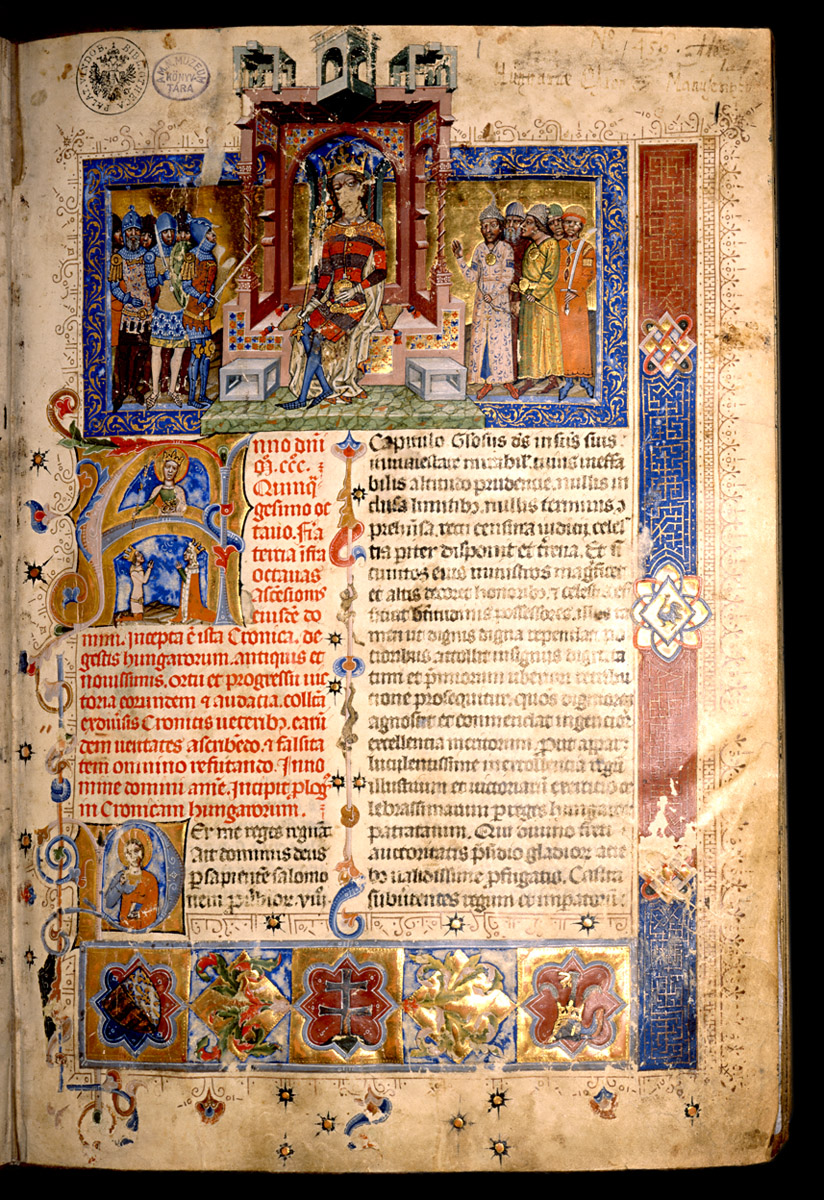
A Chronicon Pictum első oldala

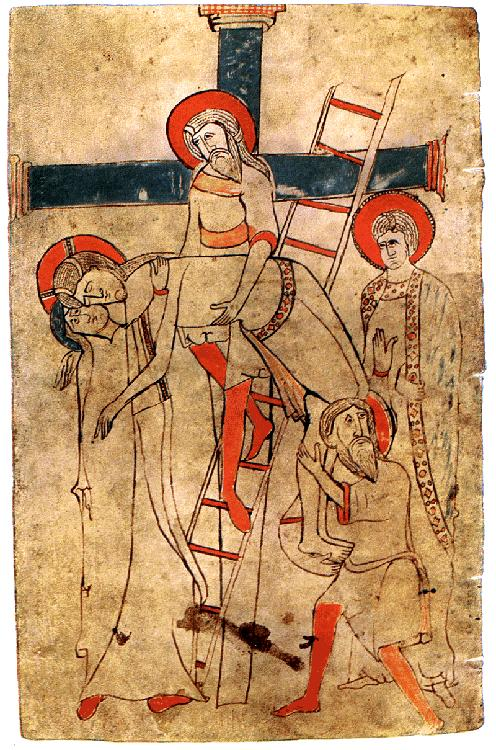
A Pray-kódex első lapja

A kódex (a latin codex, fatábla szóból ered) kézzel írott középkori könyv, a 4. században jelent meg. A szó eredetileg fa- és viasztáblákra vonatkozott, csak később nyerte el mai jelentését.
A papiruszról pergamenre történt fokozatos áttéréssel párhuzamosan terjedt el a könyv forma. A pergamen ugyan drágább és nemesebb anyag volt, de nem függött az importtól. 
A papír európai elterjedéséig (kb. 11. század) többnyire pergamenre írták. Megjelenése is a pergamennek köszönhető. A korábban általánosan használt papirusz nem volt alkalmas könyv készítésére, tekercsek formájában alkalmazták. Egyiptomban és környékén próbálkoztak a papirusszal is, kevés sikerrel. A legszebb és leginkább díszes kódexeket később is mindig  pergamenre készítették: hóráskönyveket és egyéb, hosszú időre szánt könyveket. Kötése általában bőrrel bevont, fém kapcsokkal összefogott két fatábla (innen származik a neve). Az értékesebbeket néha arannyal, ezüsttel és drágakövekkel díszítették.

## Alapanyagai
Alapanyag szerint a kódex lehet:
- codex papyraceus: papiruszra írt kódex
- codex membranaceus: pergamenre írt kódex
- codex chartaceus: papírra írt kódex
- codex bombycinus: selyempapírra írt kódex

## Fatáblák
Már az ókori Egyiptomból fennmaradtak írótáblák a fáraók idejéből, és a Közel-Keleten is találtak legkésőbb az i. e. 8. századból származó fa írótáblákat. A klasszikus görög világban a fatábla már csak metafora volt; a legrégibb görög nyelvű táblák a hellenisztikus korszakból maradtak fenn. Ezek feljegyzések, vagy archivált íratok voltak.
Az ókori Rómában a császárság idejétől széles körben elterjedt és használt volt az egyes vagy egy gerinccel összekapcsolt kettős fatábla (diploma). A táblákat használták viaszolt és nem viaszolt formában is. A viaszolt táblákon fehérített viaszra hegyes eszközzel, stílussal írtak; a szöveget vésték vagy nyomták. A nem viaszolt táblákra tintával és írótollal írtak. A Vezúv kitörésekor (79-ben) elpusztult városokban számos viaszolt táblát találtak.
Az ókori görögök már a klasszikus kor előtt zsinórral összefűzték a fatáblákat. Egy vindolandai lelet leporello formájú, és hajtogatott vékony falapokból áll.
A korai latin prózát összefűzött fatáblákra írták, mielőtt görög hatásra a papirusz tekercsek terjedtek volna el. Az összefűzött fatáblákat a tekercsekkel párhuzamosan tovább használták.

## Pergamen és papirusz
A rómaiak a pergament a Kr. e. 2. századtól ismerték. Ők voltak az elsők, akik a fatáblákat könyv alakra hajtogatott pergamennel helyettesítették. A császárkorban egyre inkább a pergamen kódex terjedt el a papirusztekercs ellenében, és a Kr. u. 4. század végére ki is szorította. A pergamen kódexek hatására Egyiptomban és környékén próbálkoztak papirusz kódexek készítésével.

## Felépítése
A 4. századig a kódexek egy ívből álltak. Ennek a felépítésnek számos hátránya volt; többek között a terjedelmet is korlátozta. Ugyanis minél több lapból áll a füzet, annál nagyobb a feszültség a füzet bezárásakor, amitől a lapok felszakadoznak, a cérna pedig a lapokba vág, és a lapok kiszakadnak. Több, azonos méretű ívből összeállítva a blokkok mélysége kívülről befelé haladva nő, amit a szélek megfelelő vágásával, vagy különböző méretű ívek használatával kerülhető el. Ekkor azonban a belső lapok keskenyebbek. Eddig csak papiruszkódexek ismertek a füzetszerű formátummal. Erre példa a Bodmer-papirusz, ami tartalmazza többek között Menandrosz teljes Mizantróp komédiáját. Ha az ívek kicsik, akkor a fenti technikai problémák elkerülhetők.
Egy-egy kódex nem egyszerű lapokból (folio), hanem levélpárokból, bifoliumokból állt. Számos lap egymásba hajtogatásával, közepükön átvarrással egybeerősítve készültek az ívek. Minden középkori kézirat ilyen ívekből állt össze: egy kódex tehát olyan könyv, mely több kisebb összefűzésével alakult ki. Egy középkori ív általában nyolc lapból, vagyis négy bifolióból áll – ez a qvaternio. Előfordult a 6 (ternio), 10, 12, 16 és 24 lapos ív is. Ha a szöveg terjedelme úgy kívánta, különböző terjedelmű íveket kötöttek egybe, illetve melléjük néhány foliót. Például a Képes Krónika pergamen törzsanyaga 75 folio, mely kilenc qvatenióból és három folióból tevődik össze. Az ívek összeállításánál a szembenálló oldalak megegyeznek: azaz pergamennél húsoldal mindig húsoldal felől, szőroldal mindig szőroldal felől következik, papír esetében pedig a vízjeles oldal vízjeles oldallal néz szembe (Gregory-szabály). 
A fűzés miatt az első papiruszkódexek egymással szembeni lapjainak más a száliránya; később sikerült megoldani ezt a technikai problémát, és a szálirány egységessé vált. Mindkét oldalra írtak. A cím eleinte a tekercsekhez hasonlóan az utolsó oldalra került, és csak az 5. századtól írták az elejére. Az íveket egymásra helyezve összefűzték.
A kódexek magassága 6 és 40 cm között változik. A legkorábbról ismert példányok a 2. és a 3. századból álló téglalap alakúak, és kevesebb, mint 300 oldal terjedelműek. A 4. századtól inkább négyzetes alakú kódexeket készítettek, terjedelmük meghaladta az 1600 oldalt. Az ismert legkisebb pergamenkódex a Mani-kódex, méretei 3,5 × 4,5 cm.
A könyvforma előnye a tekerccsel szemben a kemény borítás. Az egyiptomi Nag Hammadinál 13 füzetszerű papiruszkódexet találtak. Borítójuk papiruszkartonnal bevont kecske- vagy juhbőr, aminek a szőr felőli oldala került kívülre. A borítóról szíjak lógtak le, hogy a füzeteket csukva maradását biztosítsák. Az antik borító egyszerűbb formája két, egymáshoz csuklószerűen rögzített fatábla volt, amibe a füzetet cérnával rögzítették. Erre egy 3. századi, azóta megsemmisült kopt kódex volt a példa a dublini Chester Beatty Libraryban. Borítóját elefántcsont berakás díszítette.
A kezdeti időkben nem volt sem tartalomjegyzék, sem oldalszámozás, nem voltak fejezetek, bekezdések, sem hasábok – az egész egyetlen folyamatos szövegnek tűnt. A szöveg kezdetét az incipit, végét az explicit szó jelölte.
Az incipit latin eredetű szó (incipit: kezdődik, incipiens: kezdő, tanonc, incipiál: elkezd) a könyv- vagy fejezetcímet, illetve a címlapot pótló szó neve kódexeknél és a még a kódexek formáját utánzó ősnyomtatványoknál. Az ősnyomtatványoknak legtöbbször nincs címlapjuk, a rájuk vonatkozó legfontosabb adatokat az incipitből és az explicitből lehet megtudni. (A kódexek bibliográfiai leírásában fel kell tüntetni az incipit után következő 3-4 szót.)
Az explicit (latin; jelentése kibontva, ti. a könyvben tárgyalt téma teljesen kifejtésre került, azaz tkp. a könyvnek a végére értünk; eredetileg: explicitus est) a kódexek, ősnyomtatványok zárószava, vagy záró részének, a kolofonnak a kezdete.
Az idézeteket sem különböztették meg. A 12. századtól kezdték alkalmazni a fejezetekre, alfejezetekre, bekezdésekre, versekre és a hasábokra bontást. A kódexeket rendszerint a kötés előtt írták meg, így az írónak előzetesen meg kellett becsülnie a felhasznált anyagmennyiséget, és az íveket rendben el kellett rendeznie. A kötés segítésére minden ív utolsó versojának (hátoldal, a nyitott könyv balra eső oldala balról-jobbra haladó írás használata esetén) adott jobb alsó sarkába írták a következő ív kezdő szavait – ez a reklamáns vagy őrszó. Később számokkal vagy betűkkel jelölték meg az oldalakat. Az oldalszámok többnyire felülre kerültek. Előfordul utólagos lapszámozás is, ami az olvasónak nyújtott segítséget. A foliálás esetén csak a folio recto (am. jobb) oldala kapott számot, a paginálásnál mindkét oldal – utóbbi a 13. századtól kezdett terjedni. Az esetleges idézés megkönnyítése végett, egyes liturgikus kódexekben a több hasábra tördelve írt szöveg hasábjait, sőt, néha a sorokat is megszámozták.
A felső margót az élőfejhez használták: ez vagy helyettesítette, vagy másolta a fejezetcímeket. A szélső margókon magyarázatokat, hivatkozásokat, utalásokat helyeztek el. Mindezekhez más-más írástípust használtak. A margón lévő jegyzetekhez tartozó rész kezdő szavait a főszövegben litterae notabiliories-szel (am. jelentősebb betűk) emelték ki. A szöveget iniciáléval, lapszéldísszel, miniatúrával élénkítették.
Írás előtt megvonalazták a lapokat. Hogy a vonalazás az egész kötetben egységes legyen, a vonalazás végighalad az egyes íveken és az írástükör négy sarkát átszúrták. A legtöbb fennmaradt példány egy hasábos, de ismertek két hasábos példányok is. Ez a papirusztekercsektől ered, azokon ugyanis a rövid sorok minőséget jelentettek. Ezzel összefüggésben a két hasábos kódexek kalligrafikusak is.

## Története
Szerepe a jegyzetfüzetként való használattól kezdve már az 1. században elkezdett bővülni. Martialis (40–102) epigrammáiban többször is népszerűsítette az új formátumot. Tőle tudjuk, hogy Homérosz, Vergilius, Ovidius, Cicero és Titus Livius művei voltak a legolvasottabbak kódex formában. A legrégibb eredeti latin nyelvű pergamenkódex töredékét (De bellis Macedonicis) az egyiptomi Oxyrhynchosban találták, és az 1. század végére datálják. Témája a rómaiak és a makedónok közötti háború. Minden előnye ellenére egészen a 4. század végéig tartott, mire teljesen kiszorította a tekercset.
Egyes szerzők a kódex elterjedését a kereszténység történetéhez kötik. Az üldözés alatt a kódexeket könnyebb volt elrejteni, de ez a forma segíthetett elhatárolni irataikat a régi pogány írásoktól. A jogászok praktikus okokból szintén a kódex mellé álltak.
Előnyei közé tartozott a terjedelem. A tekerccsel szemben mindkét oldalára lehetett írni, így takarékoskodni lehetett az anyaggal. Könnyebben tárolható, kezelhető. Elég egy kézzel tartani, a másik kéz pedig felszabadul lapozásra vagy írásra. A helyek könnyebb megtalálása megváltoztatta az olvasási szokásokat. A régebbi, tekercsekre írt szövegeket kódexbe másolták, vagy feldarabolták, és úgy kötötték be. A 4. század végétől az új műveket kódexbe írták. Az áttérés folyamán formai elemeket kezdtek el használni az egybefüggővé vált szöveg tagolására. Különféle írástípusok alakultak ki, díszítő és tagolóelemeket kezdtek el használni. A széles szegélyekre a használó jegyzetelhetett, megjegyzéseket, utalásokat fűzhetett a szöveghez. A tekercsekkel ezt nem lehetett megtenni; ehhez új tekercsre volt szükség.
Az első évezredben Európában szinte csak a kolostorok falai közt, a  scriptoriumokban folyt kódexírás, -másolás, kivéve Bizáncot, ahol állami intézményekben is. A 12. századtól mind nagyobb lett az ezzel foglalkozó világi intézmények száma. Itáliától Németalföldig léteztek ilyen műhelyek, céhek. Emelkedett az igényes, művészi kódexek száma és színvonala. Mindez több ember: a másoló scriptor, a szöveget részekre tagoló, címeket kiemelő rubricator, a kódex aranyozását végző illuminátor, az iniciálékat festő miniator, a korrektor, a könyvkötő összehangolt munkájának eredménye volt.
Magyarországon a 16. századig, a könyvnyomtatás elterjedéséig virágzott a kódexírás. Az országtól délre és keletre még századokig megőrizte fontosságát.

## Fordítás
Ez a szócikk részben vagy egészben  a   Kodex című német Wikipédia-szócikk fordításán alapul.  Az eredeti cikk szerkesztőit annak laptörténete sorolja fel. Ez a jelzés csupán a megfogalmazás eredetét és a szerzői jogokat jelzi, nem szolgál a cikkben szereplő információk forrásmegjelöléseként.